# Pehr Henrik Nordgren
Pehr Henrik Norgren (Saltvik, Åland, 19 januari 1944 – Veteli, 25 augustus 2008) was een Fins componist.
Zijn muziekopleiding vond plaats aan de Sibeliusacademie in Helsinki, hij was toen veertien jaar. Later volgde nog een opleiding tot musicoloog aan de Universiteit van Helsinki (1962-1967). Daarnaast volgde hij nog privélessen bij componist Joonas Kokkonen. Vanaf 1970 bevond Nordgren zich in Japan om er tot 1973 lessen te volgen bij Yosio Hasegawa aan de Tokyo University of the Arts. Bij terugkeer vestigde hij zich en zijn Japanse vrouw Shinobu Suzuki in Kaustinen/Kaustby in Ostrobotië, een van de centra voor Finse volksmuziek. Hij raakte bevriend met musicus Juha Kangas, hetgeen tevens leidde tot een artistiek samen optrekken. 
Op jonge leeftijd was zijn muzikale voorbeeld Dmitri Sjostakovitsj; hij reisde als jonge knaap naar het spoorstation in Helsinki om een glimp van hem op te vangen.
De opeenvolging van opleidingen zijn er de oorzaak van dat binnen zijn muziek allerlei muziekstromingen en -stijlen zijn terug te vinden. Hij schreef stukken met dodecafonie, clusters, Finse en Japanse volksmuziek. Al deze stijlen zijn terug te vinden in zijn Symfonie nr. 7 en nr. 8. Hij schreef muziek in allerlei genres, van symfonie tot kamermuziek voor traditionele Japanse muziekinstrumenten en bijvoorbeeld zijn Strijkkwintet. Zijn laatste voltooide werk is vermoedelijk Strijkkwartet nr. 11; hij stierf een maand nadat dit werk haar première had gekregen. Vlak voor zijn elfde strijkkwartet had hij zijn tiende afgerond (er zit maar één opusnummer tussen).
- Bibliothèque nationale de France: cb138980133 (data)
- CiNii: DA04464331
- Gemeinsame Normdatei: 124173314
- International Standard Name Identifier: 0000 0000 8111 6224
- Library of Congress Control Number: n82063259
- Nationale Bibliotheek van Letland: 000156479
- MusicBrainz: eb81e04e-e132-4ec7-bfb5-9ac2a46c2226
- Bibliotheek van het Japanse parlement: 01027292
- Nationale Bibliotheek van Tsjechië: xx0186069
- Nationale Bibliotheek van Israël: 987007342374405171
- Nederlandse Thesaurus van Auteursnamen: 107199785
- LIBRIS: 301638
- SNAC: w6pw8n71
- Système universitaire de documentation: 080218407
- Virtual International Authority File: 32184212
- WorldCat: E39PBJfRyQRDvYRpkKYGy3ChHC